# ساومیل (آریزونا)
ساومیل (به انگلیسی: Sawmill) یک منطقهٔ مسکونی در ایالات متحده آمریکا است که در شهرستان آپاچی، آریزونا واقع شده‌است. ساومیل ۱۴٫۹۶ کیلومتر مربع مساحت و ۲۵٬۵۰۵ نفر جمعیت دارد و ۲٬۱۲۶ متر بالاتر از سطح دریا واقع شده‌است.